# كورانتي
كانت صحيفة كورانتي (التي يطلق عليها أحيانًا ڤيستي أو ڤيدوموستي أو ڤيستوڤي بيسم) أول صحيفة روسية مكتوبة بخط اليد، نُشرت في القرن السابع عشر في روسيا القيصرية. أقدم إصدار موجود يعود تاريخه إلى عام 1621.
أقيمت الجريدة الرسمية بموجب مرسوم صادر عن الإمبراطور ميخائيل رومانوف، وأُصدرت عبر دوائر حكومية لمسؤولين حكوميين مختارين لإطلاعهم على الأحداث الأجنبية. وقد استخدم الموظفون الحكوميون الذي جمعوا محتوى الصحيفة مصادر مثل الصحف الألمانية والهولندية - والتي يبدو أن إحداها ألهمت اسم الصحيفة - بالإضافة إلى رسائل الروس المسافرين إلى الخارج. وبما أن الصحف الأجنبية كانت تصل إلى موسكو عبر ريجا وويلنا، فقد كانت في كثير من الأحيان قديمة وتسرد أخبارًا مر عليها زمن، مما أدى إلى إرسال القيصر الروسي رسائل وسفارات إلى الملوك الأجانب المتوفين. قام بطرس الأكبر باستبدال جريدة كورانتي بأول صحيفة مطبوعة باللغة الروسية، وهي سانت بطرسبرجسكي ڤيدوموستي.